# Gastrallanobium subconfusum
Gastrallanobium subconfusum is een keversoort uit de familie klopkevers (Anobiidae). De wetenschappelijke naam van de soort is voor het eerst geldig gepubliceerd in 1914 door Wickham. Het is een fossiele soort, door Wickham ontdekt nabij Florissant (Colorado).